# 中富川の戦い
中富川の戦い（なかとみがわのたたかい）は、天正10年（1582年）、阿波国へ攻略を目指す土佐国の長宗我部元親と、これを阻もうとする勝瑞城を本陣とする十河存保以下の三好氏諸将との間で起きた戦いである。攻防戦は約20日間行われた。

## 開戦までの経緯
この時の様子は、四国派兵も参照

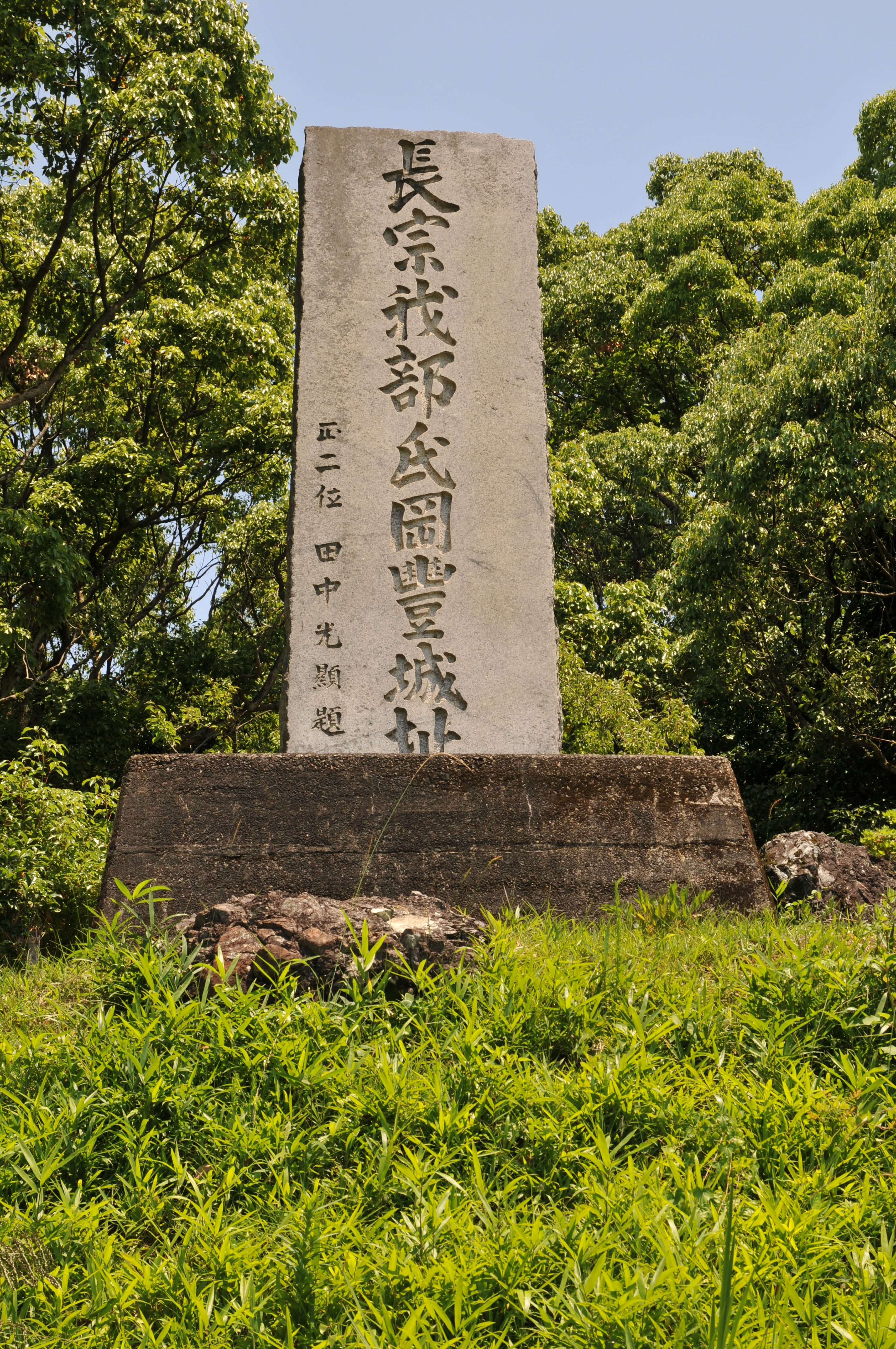
岡豊城の石碑

天正10年（1582年）5月、織田信長は三好康長を先鋒として配置して、三男の織田信孝を主将として四国攻めの兵を起こし、このため既に阿波侵攻を進めていた元親は一時兵を退いていた。しかし本能寺の変により織田氏の圧力は消滅し、後ろ盾である信長を失った康長は阿波を捨てて退却した。こうして長宗我部氏にとっては阿波攻略の機会が訪れた。
長宗我部信親は、一宮城・夷山城を奪い返し、勝瑞城を攻め落とそうと考えた。元親は8月まで待つように指示したが、信親は手勢を率いて海部（現海陽町）に至り、香宗我部親泰を頼って長宗我部元親の後援を待った。しかし元親は将兵や領民の疲労を考え、近沢越後守を使者として信親を岡豊城に呼び戻した。三好氏との決戦に際し、十分な準備をしてから事に当たるためである。

元親は岡豊城内で軍議を催した。『長元物語』によると、この時家老城持衆と一領具足衆からそれぞれ別室で意見を聴取した。
元親は一領具足の意見を採用し、阿波への出兵を決めた。その際に以下のような布告を出して兵を募った。
軍勢を整えた長宗我部軍は土佐神社に詣で、緋縅鐙一領、黄金の太刀一振などを奉納し祈願して岡富城を出立した。

## 開戦の状況

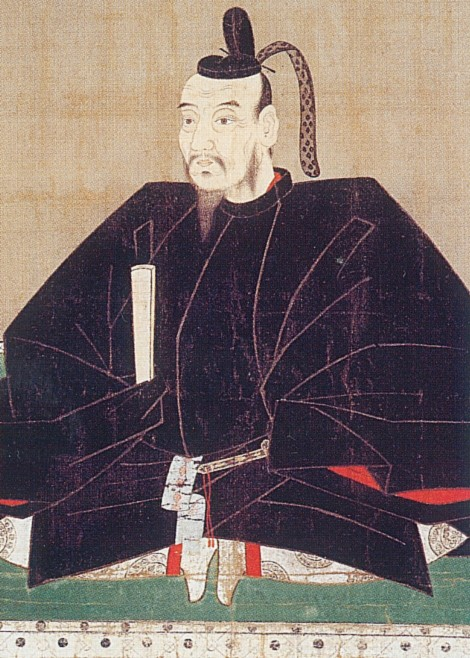
長宗我部元親像/秦神社所蔵

長宗我部軍は南海道を北進、牛岐城に入城し戦評定を行った後、同年8月26日夷山城、一宮城に至り勝瑞城を目指して行軍した。これより前に、存保は一宮・夷山の両城を放棄して勝瑞城に兵力を集中させていた。翌8月27日井戸村付近で全軍を集結させ三隊に分け、親泰が3千兵を率いて中富川の南岸に着陣した。翌8月28日元親は軍師等覚に意見を求め、全軍に出撃命令を下し、同日正午ごろ、先陣である親泰隊は中津川の北岸目指して突撃した。
これに対して存保の軍は勝瑞城を本陣とし、阿波・讃岐の三好氏配下の将兵5千余をもって勝興寺城（矢上城）を先陣とし、大手付近に2千兵、後陣として3千兵を配して防塞を築いた。
親泰隊が渡河を始めたころ、信親、長宗我部親吉隊が率いた1万4千兵の主力が南東より、親泰隊は西南より進み合計1万7千兵が両翼から攻めた。これに元親と和議を結んでいた、一宮城城主小笠原成助（一宮成助）、桑野城城主桑野康明ら6千兵を率いて、黒田ノ原から中富川に攻撃した。
当初は十河軍の反撃にあい、長宗我部軍も一時は劣勢となったが、攻め手は勝瑞城まで追いつめ包囲した。

## 戦後の影響

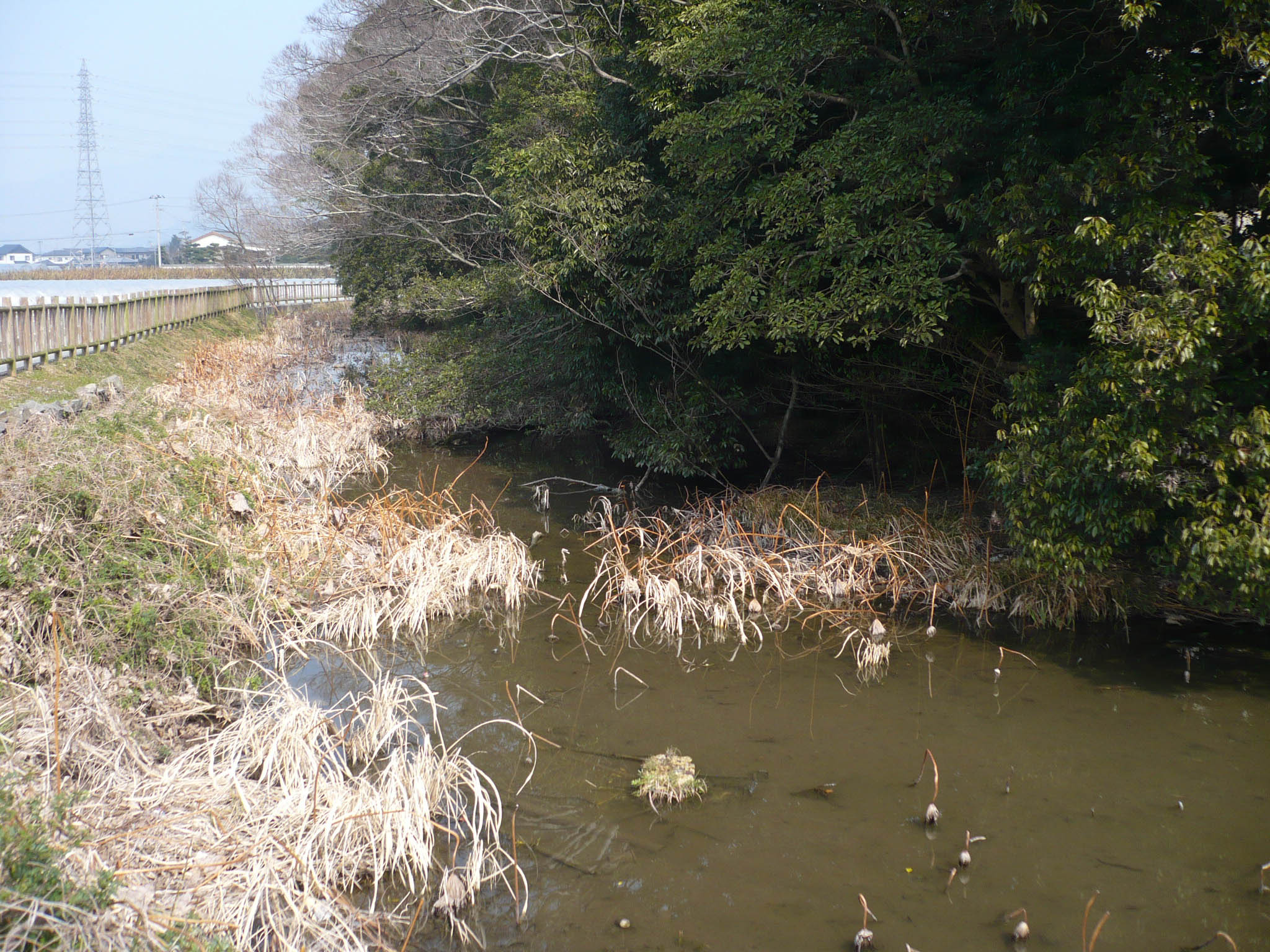
勝瑞城本丸の水濠

長宗我部勢は2万の兵で勝瑞城を包囲した。この時、雑賀衆の援軍が長宗我部軍に加わった。9月5日に大雨が5日間降り続き、後方の吉野川本流と中富川が氾濫し板野平野一帯が洪水で湖化して、長宗我部軍は民家の屋根や木の上に登り避難した。この状況をみた十河軍は、城兵を小舟に乗せ、屋根の下や木の下から長柄の槍で串刺しにしていった。
長宗我部軍は本陣を光勝院に移し、板野平野の水が引き去ったのち、陣形をたてなおして再び攻勢を開始した。戦場は勝瑞城の内外で白兵戦となり、両軍入り乱れた乱戦になり双方かなりの損害が出た。本陣で指揮した存保は、玉砕覚悟で敵本陣へ攻勢をかけ最後の決戦にのぞもうとしたが、側近であった東村備後守の諫言を容れて勝瑞城へ引き揚げた。勝利をおさめた長宗我部軍は酉の刻は食事をとりつつ、再び勝瑞城を包囲した。
同年9月21日に存保は降伏の誓詞を元親に入れ、勝瑞城の明け渡しを条件に存保に免罪をうけ、讃岐国の虎丸城へ退去した。この戦いで両軍の死者数の合計は1503名、更に重傷、軽傷を受けた数はこれらをはるかに上回ったと思われている。
その後の戦いの様子は、十河城の戦い及び羽柴と長宗我部の対立も参照。
この戦いの後阿波の諸城はほとんど長宗我部氏に降ったが、元親は降伏した阿波諸将のうち一宮城主小笠原成助・富岡城主新開道善らに謀反の疑いをかけて謀殺した。翌天正11年（1583年）4月には木津城の篠原自遁が香宗我部親泰の攻撃を受けて淡路に敗走し、阿波国内で長宗我部氏に反抗する者は土佐泊城の森村春のみとなった。

## 十河勢の主な戦死者
中富川の戦いで十河軍に属していた著名な城主のほとんどが戦死した。
| 城名   | 矢上城   | 下六条城     | 坂東城       | 七条城     | 板西城     | 保崎城         | 西条城     |
| ------ | -------- | ------------ | ------------ | ---------- | ---------- | -------------- | ---------- |
| 城主名 | 矢野虎村 | 三好右衛門   | 坂東清利     | 七条兼仲   | 赤沢宗伝   | 馬詰駿河守     | 西条益太夫 |
| 城名   | 北原城   | 知恵島城     | 南島城       | 乗島城     | 高畠城     | 第十城         | 日開城     |
| 城主名 | 北原義行 | 知恵島重綱   | 甘利奥右衛門 | 乗島来心   | 高畠時清   | 第十捨太夫     | 鎌田光義   |
| 城名   | 徳里城   | 下浦西城     | 鈴江城       | 櫛渕城     | 長塩城     | 大寺城         | 野本城     |
| 城主名 | 白鳥左近 | 田村盤右衛門 | 鈴江友明     | 櫛渕国武   | 長塩六之進 | 大寺松太夫     | 野本左近   |
| 城名   | 大代城   | 佐藤須賀城   | 瀬部城       | 高志城     | 大内城     | 宇多津城       | 飯尾城     |
| 城主名 | 大代内匠 | 佐藤長勝     | 瀬部友光     | 高志右近   | 寒川三河守 | 奈良太郎左衛門 | 飯尾常重   |
| 城名   | 中島城   | 角田城       | 湯浅城       | 福井城     | 大潟城     | 古川城         | 市楽城     |
| 城主名 | 片山重長 | 角田平右衛門 | 湯浅豊後守   | 芥川宗長   | 四宮光武   | 古川友則       | 石河吉行   |
| 城名   | 中庄城   | 新居城       | 原城         | 香美城     | 吉田城     | 姫田城         | 由岐城     |
| 城主名 | 中庄主膳 | 堀江国正     | 原田信綱     | 香美馬之進 | 原田小内膳 | 姫田甚左衛門   | 由岐有興   |

このように、十河存保軍に属していた織田信長上洛以降の1570年（元亀元年）から活躍した城主のほとんどが、中富川の戦いで戦没してしまった。